# Talkin’ Blues
A Talkin’ Blues egy 1991-ben kiadott Bob Marley & The Wailers.

## Számok
1. "Talkin’ Blues" (Lecon Cogill/Carlton Barrett)
2. "Burnin’ and Lootin’"
3. "Kinky Reggae" YouTube-videó. YouTube
4. "Get Up, Stand Up" (Bob Marley/Peter Tosh)
5. "Slave Driver"
6. "Walk The Proud Land" (Bunny Wailer)
7. "You Can’t Blame the Youth" (Peter Tosh)
8. "Rastaman Chant" (traditional)
9. "Am-A-Do"
10. "Bend Down Low"
11. "I Shot The Sheriff"

## Külső hivatkozások
- https://web.archive.org/web/20071216120314/http://www.roots-archives.com/release/4959